# Halstead
Halstead è un paese di 11 000 abitanti della contea dell'Essex, in Inghilterra.